# Pożegnanie z Matiorą
Pożegnanie z Matiorą – powieść W. Rasputina, wydana w 1976 r.
Akcja książki rozgrywa się w latach 60. XX w. we wsi Matiora, położonej na brzegu Angary. W związku z budową elektrowni wodnej wieś ma zostać zalana, a jej mieszkańcy przesiedleni.
Wielu ludzi nie chce opuszczać Matiory, w której spędzili całe swoje życie. Są to przede wszystkim ludzie starsi, którzy zgodę na zalanie wsi przyjmują jako zdradę przodków, pochowanych w ojczystej ziemi. Główna bohaterka, Daria Pinigina, bieli swoją izbę, którą kilka dni później ma zniszczyć woda i nie zgadza się, aby syn przewiózł ją do miasta. Staruszka nie wie, co będzie robić po zniszczeniu wsi, boi się zmian. W analogicznej sytuacji znajdują się inni starzy mieszkańcy, którzy nie są już w stanie przyzwyczaić się do życia w mieście. Sąsiad Darii, Jegor, niedługo po przeprowadzce do miasta umiera z żalu, a jego żona, Nastasja, wraca do Matiory.
Znacznie lepiej znosi pożegnanie z ojczystą ziemią młodzież- wnuk Darii, Andriej, lub jej sąsiadka, Kławka. Młode pokolenie wierzy, że w mieście znajdzie lepsze życie, nie ceni swojej wsi.
Powieść mówi o walce starego i nowego życia, tradycji i nowoczesnej techniki. Stare życie symbolizuje postać fantastyczna- Gospodarz Wyspy, duch, który opiekuje się wsią i ginie wraz z nią, a także carski modrzew, gigantyczne drzewo, ścięte przed zalaniem Matiory.